# Lijst van gemeentelijke monumenten in Eindhoven
De gemeente Eindhoven heeft 368 gemeentelijke monumenten. Hieronder een overzicht. 

## Acht
De plaats Acht kent 5 gemeentelijke monumenten:
| Object                                    | Bouwjaar   | Architect       | Locatie            | Coördinaten                   | Nr.        | Afbeelding                                |
| ----------------------------------------- | ---------- | --------------- | ------------------ | ----------------------------- | ---------- | ----------------------------------------- |
| St. Antonius Abtkerk in Neogotiek stijl   | circa 1885 | Hezenmans, L.C. | IJsselstraat 4     | 51° 28' 49" NB, 5° 25' 41" OL | 0772/WN122 | St. Antonius Abtkerk in Neogotiek stijl   |
| Heilig Hartbeeld bij St. Antonius Abtkerk | circa 1935 | Jan Custers     | IJsselstraat bij 4 | 51° 28' 49" NB, 5° 25' 41" OL | 0772/WN316 | Heilig Hartbeeld bij St. Antonius Abtkerk |
| Boerderij                                 |            |                 | Jo Goudkuillaan 11 | 51° 28' 36" NB, 5° 26' 15" OL | 0772/WN127 | Meer afbeeldingen                         |
| Boomgaard                                 |            |                 | Jo Goudkuillaan    | 51° 28' 36" NB, 5° 26' 18" OL | 0772/WN128 | Boomgaard                                 |
| Langgevelboerderij                        | circa 1900 |                 | Rijnstraat 20      | 51° 28' 47" NB, 5° 26' 2" OL  | 0772/WN214 | Langgevelboerderij                        |

## Bokt
De plaats Bokt kent 6 gemeentelijke monumenten:
| Object               | Bouwjaar | Architect        | Locatie           | Coördinaten                   | Nr.        | Afbeelding           |
| -------------------- | -------- | ---------------- | ----------------- | ----------------------------- | ---------- | -------------------- |
| Langgevelboerderij   |          |                  | Bokt 8            | 51° 29' 34" NB, 5° 30' 22" OL | 0772/WN028 | Langgevelboerderij   |
| Langgevelboerderij   |          |                  | Bokt 15           | 51° 29' 25" NB, 5° 29' 55" OL | 0772/WN029 | Langgevelboerderij   |
| Langgevelboerderijen | XIX d    |                  | Bokt 18-20        | 51° 29' 26" NB, 5° 29' 48" OL | 0772/WN030 | Langgevelboerderijen |
| Langgevelboerderij   |          |                  | Bokt 19           | 51° 29' 27" NB, 5° 29' 49" OL | 0772/WN031 | Langgevelboerderij   |
| Bakhuisje            |          |                  | Bokt bij 11       | 51° 29' 21" NB, 5° 30' 20" OL | 0772/WN032 | Bakhuisje            |
| Villa Paulushoeve    | 1938     | Vessem, M.J. van | Eindhovenseweg 29 | 51° 29' 44" NB, 5° 29' 53" OL | 0772/WN052 | Villa Paulushoeve    |

## Eindhoven
De plaats Eindhoven kent 357 gemeentelijke monumenten:
| Object | Bouwjaar                    | Architect                                                   | Locatie                                               | Coördinaten                   | Nr.         | Afbeelding |
| --- | --------------------------- | ----------------------------------------------------------- | ----------------------------------------------------- | ----------------------------- | ----------- | --- |
| Showroom | 1965                        | Geenen, C.G. en Oskam, L.                                   | Aalsterweg 135                                        | 51° 25' 25" NB, 5° 29' 9" OL  | 0772/GM0381 | Showroom |
| Horeca | 1958                        | Tybout,R.                                                   | Aalsterweg 136-138                                    | 51° 25' 27" NB, 5° 29' 8" OL  | 0772/GM0374 | Horeca |
| Apotheek | circa 1905                  |                                                             | Aalsterweg 184                                        | 51° 25' 22" NB, 5° 29' 6" OL  | 0772/WN001  | Apotheek |
| Woonhuizen, voormalige arbeiderswoningen | circa 1905                  |                                                             | Aalsterweg 186-210                                    | 51° 25' 21" NB, 5° 29' 6" OL  | 0772/WN002  | Woonhuizen, voormalige arbeiderswoningen |
| Woonhuis | 1935                        | Clement, B.                                                 | Aalsterweg 228-230                                    | 51° 25' 15" NB, 5° 29' 4" OL  | 0772/WN003  | Woonhuis |
| Woonhuizen, terrein waterbedrijf | circa 1920-1925             | Kooken, L.J.P. wsl.                                         | Aalsterweg 304-306                                    | 51° 24' 53" NB, 5° 28' 57" OL | 0772/WN004  | Woonhuizen, terrein waterbedrijf |
| Woonhuis Eikenoord met Neorenaissance elementen | 1913                        |                                                             | Aalsterweg 310                                        | 51° 24' 45" NB, 5° 28' 56" OL | 0772/WN005  | Woonhuis Eikenoord met Neorenaissance elementen |
| Boerderij |                             |                                                             | Aanschot 21                                           | 51° 29' 31" NB, 5° 28' 21" OL | 0772/WN006  | Boerderij |
| Voormalig Nutsschool, thans woningcomplex | 1930                        | Hanrath, J.W. en Briët, P.                                  | Akkerstraat 30                                        | 51° 25' 57" NB, 5° 28' 25" OL | 0772/WN007  | Voormalig Nutsschool, thans woningcomplex |
| Woonhuizen Pastoor van Arsplein e.o. | 1930                        | Bredero, A.H.                                               | Alard du Hamelstraat 51-59                            | 51° 27' 33" NB, 5° 27' 34" OL | 0772/WN008  | Woonhuizen Pastoor van Arsplein e.o. |
| Stadspaviljoen | circa 1895                  |                                                             | Alberdingk Thijmlaan 1                                | 51° 25' 40" NB, 5° 28' 60" OL | 0772/WN009  | Stadspaviljoen |
| Gezellenhuis Parkhotel met Amsterdamse School elementen | 1929                        | Ingwersen, A.U.                                             | Alberdingk Thijmlaan 18                               | 51° 25' 38" NB, 5° 28' 49" OL | 0772/WN010  | Gezellenhuis Parkhotel met Amsterdamse School elementen |
| Stadswandelpark | circa 1920                  |                                                             | Alberdingk Thijmlaan                                  | 51° 25' 36" NB, 5° 28' 50" OL | 0772/WN011  | Stadswandelpark |
| Philipsdorp | 1910-1916                   | Kooken, L.J.P. en Smit, C.                                  | Annastraat 1-31                                       | 51° 26' 32" NB, 5° 27' 51" OL | 0772/WN012  | Philipsdorp |
| Philipsdorp | 1910-1916                   | Kooken, L.J.P. en Smit, C.                                  | Annastraat 2-26                                       | 51° 26' 32" NB, 5° 27' 49" OL | 0772/WN013  | Philipsdorp |
| Philipsdorp | 1910-1916                   | Kooken, L.J.P. en Smit, C.                                  | Annastraat 33-37                                      | 51° 26' 31" NB, 5° 27' 46" OL | 0772/WN014  | Philipsdorp |
| Machinekamer waterbedrijf | 1904                        | Kooken, L.J.P.                                              | Antoon Coolenlaan 1a                                  | 51° 24' 60" NB, 5° 28' 41" OL | 0772/WN015  | Machinekamer waterbedrijf |
| Watertoren | 1970                        | Quist, W.                                                   | Antoon Coolenlaan                                     | 51° 24' 59" NB, 5° 28' 46" OL | 0772/WN016  | Meer afbeeldingen |
| Woning/kantoor | circa 1890                  |                                                             | Augustijnendreef 2                                    | 51° 26' 21" NB, 5° 29' 4" OL  | 0772/WN017  | Woning/kantoor |
| Woning/kantoor | 1946                        | Bever, C.H. de                                              | Augustijnendreef 4                                    | 51° 26' 20" NB, 5° 29' 2" OL  | 0772/WN018  | Woning/kantoor |
| Woonhuizen Pastoor van Arsplein e.o. | 1930                        | Bredero, A.H.                                               | Barrierweg 202-210                                    | 51° 27' 30" NB, 5° 27' 39" OL | 0772/WN019  | Woonhuizen Pastoor van Arsplein e.o. |
| Schoolgebouw in Amsterdamse school invloed stijl | circa 1930                  | M. van Beek                                                 | Barrierweg 219                                        | 51° 27' 27" NB, 5° 27' 38" OL | 0772/WN020  | Schoolgebouw in Amsterdamse school invloed stijl |
| Dubbel bedrijfspand | circa 1880                  |                                                             | Bergstraat 1-3                                        | 51° 26' 13" NB, 5° 28' 34" OL | 0772/WN021  | Dubbel bedrijfspand |
| Dubbel woonhuis en bedrijfspand | circa 1880                  |                                                             | Bergstraat 38-42                                      | 51° 26' 11" NB, 5° 28' 36" OL | 0772/WN022  | Dubbel woonhuis en bedrijfspand |
| Energiecentrale TR | 1953                        | Philips Bouwbureau                                          | Beukenlaan 2A                                         | 51° 26' 57" NB, 5° 27' 14" OL | 0772/GM0375 | Energiecentrale TR |
| Bureau voor de sigarenindustrie Den Elzen | 1923                        | Wolters, F.                                                 | Bilderdijklaan 23-25                                  | 51° 25' 60" NB, 5° 28' 53" OL | 0772/WN024  | Bureau voor de sigarenindustrie Den Elzen |
| Schrijversbuurt | 1923                        | Van den Elshout, G.                                         | Binnewiertzstraat 38                                  | 51° 25' 50" NB, 5° 28' 32" OL | 0772/WN025  | Schrijversbuurt |
| Woonhuizen |                             |                                                             | Blaarthemseweg 37-45                                  | 51° 25' 15" NB, 5° 27' 8" OL  | 0772/WN026  | Woonhuizen |
| Dubbel woonhuis | circa 1910                  |                                                             | Bleekstraat 1-3                                       | 51° 26' 14" NB, 5° 29' 9" OL  | 0772/WN027  | Dubbel woonhuis |
| Gildehuis Sint Catharina strijp | 1933                        | Bakker, A.                                                  | Botenlaan 40                                          | 51° 26' 16" NB, 5° 27' 3" OL  | 0772/WN033  | Gildehuis Sint Catharina strijp |
| Orgel in de Sint-Catharinakerk |                             |                                                             | Catharinaplein 1                                      | 51° 26' 13" NB, 5° 28' 47" OL | 0772/WN034  | Orgel in de Sint-Catharinakerk |
| Fundamenten kerk onder plein |                             |                                                             | Catharinaplein                                        | 51° 26' 15" NB, 5° 28' 48" OL | 0772/WN035  | Fundamenten kerk onder plein |
| Philipsboerderij | 1941                        | Knuttel, W.P.C. en D.E.C.                                   | Celebeslaan 30                                        | 51° 26' 57" NB, 5° 30' 45" OL | 0772/WN036  | Philipsboerderij |
| Philipsdorp |                             | Kooken, L.J.P. en Smit, C.                                  | De Jonghlaan 30-32                                    | 51° 26' 35" NB, 5° 27' 48" OL | 0772/WN037  | Philipsdorp |
| PTT kantoor Stadspoort in Art Nouveau stijl | 1909                        | Rijksbouwmeester                                            | De Stadspoort 2-34 / Keizersgracht 1                  | 51° 26' 18" NB, 5° 28' 35" OL | 0772/WN038  | PTT kantoor Stadspoort in Art Nouveau stijl |
| Woonhuizen | circa 1900                  |                                                             | De Vriesstraat 1-3                                    | 51° 26' 54" NB, 5° 28' 29" OL | 0772/WN039  | Woonhuizen |
| Woonhuizen | circa 1900                  |                                                             | De Vriesstraat 2-4                                    | 51° 26' 52" NB, 5° 28' 19" OL | 0772/WN040  | Woonhuizen |
| Woonhuis/bedrijfspand Broodfabriek de Nijverheid. | 1925                        |                                                             | De Vriesstraat 24-26                                  | 51° 26' 53" NB, 5° 28' 23" OL | 0772/WN041  | Woonhuis/bedrijfspand Broodfabriek de Nijverheid. |
| Studentenhuisvesting | 1929                        | Halteren, J.J.M. van                                        | Deken van Somerenstraat 5-45                          | 51° 26' 6" NB, 5° 28' 33" OL  | 0772/WN042  | Studentenhuisvesting |
| Campina: kantoor | 1957-1960                   | Ingenieursbureau Héman, i.s.m. Jean Huysmans                | Dirk Boutslaan 2                                      | 51° 26' 2" NB, 5° 30' 9" OL   | 0772/GM0402 | Campina: kantoor |
| Campina: ketelhuis | 1957-1960                   | Ingenieursbureau Héman, i.s.m. Jean Huysmans                | Dirk Boutslaan 2                                      | 51° 26' 4" NB, 5° 30' 8" OL   | 0772/GM0403 | Campina: ketelhuis |
| Campina: schoorsteen | 1957-1960                   | Ingenieursbureau Héman, i.s.m. Jean Huysmans                | Dirk Boutslaan 2                                      | 51° 26' 4" NB, 5° 30' 9" OL   | 0772/GM0404 | Campina: schoorsteen |
| Campina: melkfabriek | 1957-1960                   | Ingenieursbureau Héman, i.s.m. Jean Huysmans                | Dirk Boutslaan 2                                      | 51° 26' 5" NB, 5° 30' 4" OL   | 0772/GM0405 | Campina: melkfabriek |
| Campina: melkontvangst | 1957-1960                   | Ingenieursbureau Héman, i.s.m. Jean Huysmans                | Dirk Boutslaan 2                                      | 51° 26' 6" NB, 5° 30' 4" OL   | 0772/GM0406 | Campina: melkontvangst |
| Linnenfabriek Van den Briel & Verster: Spoelhuis | circa 1905                  |                                                             | Dommelstraat 2a                                       | 51° 26' 30" NB, 5° 28' 60" OL | 0772/WN043  | Linnenfabriek Van den Briel & Verster: Spoelhuis |
| Blok van drie panden gebouwd voor de familie van textielfabrikant Ignatius de Haes                                                                              | 1910                        |                                                             | Dommelstraat 3                                        | 51° 26' 29" NB, 5° 29' 0" OL  | 0772/WN325  | Blok van drie panden gebouwd voor de familie van textielfabrikant Ignatius de Haes                                                                              |
| Woonhuis directeur Tramwegmij. | 1903                        |                                                             | Dommelstraat 4                                        | 51° 26' 30" NB, 5° 28' 57" OL | 0772/WN044  | Woonhuis directeur Tramwegmij. |
| Herenhuizen in Hollandse neorenaissance stijl | circa 1890                  |                                                             | Dommelstraat 6-10                                     | 51° 26' 29" NB, 5° 28' 56" OL | 0772/WN045  | Herenhuizen in Hollandse neorenaissance stijl |
| Gevel textielfabriek |                             |                                                             | Dommelstraat                                          | 51° 26' 30" NB, 5° 29' 2" OL  | 0772/WN046  | Gevel textielfabriek |
| Studentenhuisvesting, voormalig Gezellenhuis;Zusterhuis;Weeshuis;School Don Bosco complex. De Rungraaf. in Traditionalisme invloed van Amsterdamse school stijl | 1929-1931                   | Halteren, J.J.M van                                         | Don Boscostraat 1-3                                   | 51° 26' 6" NB, 5° 28' 33" OL  | 0772/WN047  | Studentenhuisvesting, voormalig Gezellenhuis;Zusterhuis;Weeshuis;School Don Bosco complex. De Rungraaf. in Traditionalisme invloed van Amsterdamse school stijl |
| Langgevelboerderij Tulpoord | 1909                        |                                                             | Doolstraat 1                                          | 51° 26' 13" NB, 5° 32' 3" OL  | 0772/WN048  | Langgevelboerderij Tulpoord |
| Langgevelboerderij | circa 1880                  |                                                             | Doolstraat 2                                          | 51° 26' 10" NB, 5° 31' 55" OL | 0772/WN049  | Langgevelboerderij |
| Langgevelboerderij | 1907                        |                                                             | Doolstraat 4                                          | 51° 26' 10" NB, 5° 31' 49" OL | 0772/WN050  | Langgevelboerderij |
| Langgevelboerderij | 1907                        |                                                             | Doolstraat 7                                          | 51° 26' 10" NB, 5° 31' 55" OL | 0772/WN051  | Meer afbeeldingen |
| Scoutingboerderij |                             |                                                             | Eindhovenseweg 33-33a                                 | 51° 29' 31" NB, 5° 29' 47" OL | 0772/WN053  | Scoutingboerderij |
| Woningen Den Elzent, villa | 1920                        | Kooken, L.J.P.                                              | Elzentlaan 7-11                                       | 51° 25' 54" NB, 5° 28' 54" OL | 0772/WN054  | Woningen Den Elzent, villa |
| Langgevelboerderij | XIX A                       |                                                             | Esp 6                                                 | 51° 29' 42" NB, 5° 29' 43" OL | 0772/WN055  | Langgevelboerderij |
| Villa in Eclectische stijl | 1911                        | Broekhoven, A. van                                          | Europalaan 150                                        | 51° 27' 26" NB, 5° 28' 10" OL | 0772/WN056  | Villa in Eclectische stijl |
| Villapark Dommelhof | 1909                        | Wolters, F.                                                 | Fazantlaan 27, Nachtegaallaan 3-5                     | 51° 26' 24" NB, 5° 29' 16" OL | 0772/WN057  | Villapark Dommelhof |
| Woonhuizen | 1939-1940                   | Franswa, J.J.B.                                             | Floraplein 1-13, Floralaan Oost 164 en Leenderweg 361 | 51° 25' 1" NB, 5° 29' 51" OL  | 0772/GM0080 | Woonhuizen |
| Villa in Eclectische stijl | 1883                        |                                                             | Frankrijkstraat 24                                    | 51° 27' 13" NB, 5° 27' 31" OL | 0772/WN060  | Villa in Eclectische stijl |
| Woonhuizen Lakerlopen |                             | Kooken, L.J.P.                                              | Frans Halsstraat 36-50                                | 51° 26' 27" NB, 5° 29' 57" OL | 0772/WN061  | Woonhuizen Lakerlopen |
| Kerk | 1957                        | Leij, E.                                                    | Frederik Hendrikplein 35                              | 51° 25' 49" NB, 5° 27' 52" OL | 0772/GM0382 | Kerk |
| Philipsdorp |                             | Kooken, L.J.P. en Smit, C.                                  | Frederiklaan 1-111, 121-131                           | 51° 26' 26" NB, 5° 28' 1" OL  | 0772/WN062  | Philipsdorp |
| Philipsdorp |                             | Kooken, L.J.P. en Smit, C.                                  | Frederiklaan 14-60                                    | 51° 26' 35" NB, 5° 27' 48" OL | 0772/WN063  | Philipsdorp |
| Schoolgebouw Summa College | 1940                        | Geenen, C.G. en G.                                          | Frederiklaan 60a                                      | 51° 26' 34" NB, 5° 27' 33" OL | 0772/WN064  | Schoolgebouw Summa College |
| Voormalige Sigarenfabriek NV Gomarus, nu woonhuis/winkel met Chaletstijl elementen                                                                              | 1902                        |                                                             | Gagelstraat 103a-105 / Willemstraat 108               | 51° 26' 21" NB, 5° 27' 56" OL | 0772/WN065  | Voormalige Sigarenfabriek NV Gomarus, nu woonhuis/winkel met Chaletstijl elementen                                                                              |
| NRE-terrein |                             |                                                             | Gasfabriek 3                                          | 51° 26' 20" NB, 5° 29' 17" OL | 0772/GM0395 | NRE-terrein |
| NRE-terrein |                             |                                                             | Gasfabriek 3A                                         | 51° 26' 19" NB, 5° 29' 18" OL | 0772/GM0397 | NRE-terrein |
| NRE-terrein |                             |                                                             | Gasfabriek 5                                          | 51° 26' 18" NB, 5° 29' 19" OL | 0772/GM0396 | NRE-terrein |
| NRE-terrein |                             |                                                             | Gashouder 6-8                                         | 51° 26' 21" NB, 5° 29' 18" OL | 0772/GM0399 | NRE-terrein |
| NRE-terrein |                             |                                                             | Gashouder 11                                          | 51° 26' 21" NB, 5° 29' 21" OL | 0772/GM0400 | NRE-terrein |
| NRE-terrein |                             |                                                             | Gashouder 13                                          | 51° 26' 21" NB, 5° 29' 22" OL | 0772/GM0401 | NRE-terrein |
| NRE-terrein |                             |                                                             | Gashouder 24-26                                       | 51° 26' 19" NB, 5° 29' 18" OL | 0772/GM0398 | NRE-terrein |
| Woonhuizen |                             |                                                             | Gasthuisstraat 821, 825                               | 51° 25' 47" NB, 5° 29' 22" OL | 0772/WN066  | Woonhuizen |
| Woonhuizen |                             |                                                             | Gasthuisstraat 829-839                                | 51° 25' 45" NB, 5° 29' 22" OL | 0772/WN067  | Woonhuizen |
| Kapel | 1952                        | Bouwmans, J. en Dillen, J. van                              | Geldropseweg 168a                                     | 51° 25' 51" NB, 5° 29' 50" OL | 0772/GM0376 | Kapel |
| Langgevelboerderij | 1832-1834                   |                                                             | Genneperweg 169                                       | 51° 25' 21" NB, 5° 28' 18" OL | 0772/WN068  | Meer afbeeldingen |
| Langgevelboerderij Hoeve Velddoorn | 1928                        | Staals, P.                                                  | Genneperweg 170                                       | 51° 24' 33" NB, 5° 27' 51" OL | 0772/WN069  | Langgevelboerderij Hoeve Velddoorn |
| Landelijk woonhuis | 1888                        |                                                             | Genneperweg 171                                       | 51° 25' 20" NB, 5° 28' 19" OL | 0772/WN070  | Landelijk woonhuis |
| Poort | 2e helft 18e eeuw           |                                                             | Genneperweg                                           | 51° 25' 24" NB, 5° 28' 11" OL | 0772/WN071  | Poort |
| Voormalige marechausseekazerne | 1824                        | P. van Driel                                                | Grote Berg 9                                          | 51° 26' 10" NB, 5° 28' 38" OL | 0772/WN175  | Voormalige marechausseekazerne |
| Bedrijfspand | circa 1890                  |                                                             | Grote Berg 12                                         | 51° 26' 11" NB, 5° 28' 39" OL | 0772/WN072  | Bedrijfspand |
| Horeca | 2e helft 18e eeuw           |                                                             | Grote Berg 23                                         | 51° 26' 9" NB, 5° 28' 37" OL  | 0772/WN073  | Horeca |
| Woonhuizen | 1927-1928                   | Wolters, F.                                                 | Grote Berg 87-91                                      | 51° 26' 7" NB, 5° 28' 28" OL  | 0772/WN074  | Woonhuizen |
| Schrijversbuurt | 1928-1930                   | Hanrath, J.W.                                               | Guido Gezellestraat 19-33                             | 51° 25' 55" NB, 5° 28' 31" OL | 0772/WN075  | Schrijversbuurt |
| Schrijversbuurt | 1928-1930                   | Hanrath, J.W.                                               | Guido Gezellestraat 22-42                             | 51° 25' 54" NB, 5° 28' 29" OL | 0772/WN076  | Schrijversbuurt |
| Bedrijfshallen | 1950                        | Geenen, C.G.                                                | Hallenweg 1-7c                                        | 51° 25' 49" NB, 5° 28' 10" OL | 0772/GM0377 | Bedrijfshallen |
| Woonhuis/bedrijfspand | circa 1885                  |                                                             | Heilige Geeststraat 5a-5b-7                           | 51° 26' 16" NB, 5° 28' 21" OL | 0772/WN077  | Woonhuis/bedrijfspand |
| Woonhuis/bedrijfspand | circa 1915                  |                                                             | Heilige Geeststraat 20a                               | 51° 26' 15" NB, 5° 28' 21" OL | 0772/WN078  | Woonhuis/bedrijfspand |
| Woonhuizen | circa 1900                  |                                                             | Hastelweg 40-46                                       | 51° 26' 16" NB, 5° 27' 24" OL | 0772/WN079  | Woonhuizen |
| Woonhuis en peperkoekfabriek | circa 1905                  |                                                             | Heezerweg 41                                          | 51° 25' 44" NB, 5° 29' 22" OL | 0772/WN080  | Woonhuis en peperkoekfabriek |
| Schoolgebouw St. Jozef | 1938                        | Beer, F.C.                                                  | Heezerweg 347                                         | 51° 25' 15" NB, 5° 30' 14" OL | 0772/WN081  | Schoolgebouw St. Jozef |
| Schrijversbuurt | 1923                        | Van den Elshout, G.                                         | Helmerslaan 1-9, 13-61                                | 51° 25' 52" NB, 5° 28' 20" OL | 0772/WN082  | Schrijversbuurt |
| Schrijversbuurt met Rationalisme elementen | 1923                        | Van den Elshout, G.                                         | Helmerslaan 20-58                                     | 51° 25' 49" NB, 5° 28' 25" OL | 0772/WN083  | Schrijversbuurt met Rationalisme elementen |
| Voormalige lagere school | 1904-1906                   | Bogers, A.                                                  | Hemelrijken 75a-77h                                   | 51° 26' 54" NB, 5° 28' 16" OL | 0772/GM0283 | Voormalige lagere school |
| Voormalige lagere school | 1904-1906                   | Bogers, A.                                                  | Hemelrijken 75g                                       | 51° 26' 53" NB, 5° 28' 17" OL | 0772/GM0284 | Voormalige lagere school |
| Voormalige lagere school | 1904-1906                   | Bogers, A.                                                  | Hemelrijken 77                                        | 51° 26' 53" NB, 5° 28' 18" OL | 0772/GM0285 | Voormalige lagere school |
| Rectorswoning, centrum Leger des Heils in Traditionalisme stijl                                                                                                 | 1926                        | Vervest, F.                                                 | Hemelrijken 117                                       | 51° 26' 48" NB, 5° 28' 20" OL | 0772/WN085  | Rectorswoning, centrum Leger des Heils in Traditionalisme stijl                                                                                                 |
| Klooster, nu Studentenhuisvesting in Traditionalisme stijl | 1922                        | Kooken, L.J.P.                                              | Hemelrijken 119-167                                   | 51° 26' 47" NB, 5° 28' 21" OL | 0772/WN086  | Klooster, nu Studentenhuisvesting in Traditionalisme stijl |
| Woonhuizen | 1930                        | Smit, C.                                                    | Hendrik de Keyzerplein 2-54                           | 51° 27' 48" NB, 5° 27' 29" OL | 0772/WN087  | Woonhuizen |
| Philipsdorp |                             | Kooken, L.J.P. en Smit, C.                                  | Henriettestraat 1-9                                   | 51° 26' 30" NB, 5° 27' 53" OL | 0772/WN088  | Philipsdorp |
| Philipsdorp |                             | Kooken, L.J.P. en Smit, C.                                  | Henriettestraat 2-6                                   | 51° 26' 30" NB, 5° 27' 52" OL | 0772/WN089  | Philipsdorp |
| Gebrandschilderde ramen uit kapel Huize Den Elzent | 1961                        | Lennarts, J.                                                | Herman Gorterlaan bij 4                               | 51° 25' 5" NB, 5° 28' 50" OL  | 0772/WN090  | Gebrandschilderde ramen uit kapel Huize Den Elzent |
| Horeca |                             | 1885/1945                                                   | Hoefkestraat 18                                       | 51° 25' 58" NB, 5° 29' 16" OL | 0772/WN091  | Horeca |
| Woonhuis/atelier | circa 1910                  |                                                             | Hoefkestraat 20                                       | 51° 25' 58" NB, 5° 29' 16" OL | 0772/WN092  | Woonhuis/atelier |
| Woonhuizen | 1921                        |                                                             | Hoefkestraat 44-46                                    | 51° 25' 55" NB, 5° 29' 19" OL | 0772/WN093  | Woonhuizen |
| Woonhuizen | circa 1910                  |                                                             | Hoefkestraat 48-50                                    | 51° 25' 55" NB, 5° 29' 20" OL | 0772/WN094  | Woonhuizen |
| Schoolgebouw | 1920                        | de Vries, L.                                                | Hofstraat 89                                          | 51° 26' 45" NB, 5° 30' 47" OL | 0772/WN096  | Schoolgebouw |
| Woonhuis/winkel | circa 1870                  |                                                             | Hoogstraat 10                                         | 51° 26' 7" NB, 5° 28' 22" OL  | 0772/WN097  | Woonhuis/winkel |
| Winkel | circa 1915                  |                                                             | Hoogstraat 36                                         | 51° 26' 3" NB, 5° 28' 19" OL  | 0772/WN098  | Winkel |
| Woonhuizen | XIXB                        |                                                             | Hoogstraat 38-44                                      | 51° 26' 3" NB, 5° 28' 17" OL  | 0772/WN099  | Woonhuizen |
| Café 't Rozenknopje | circa 1935                  |                                                             | Hoogstraat 59                                         | 51° 26' 0" NB, 5° 28' 18" OL  | 0772/WN100  | Café 't Rozenknopje |
| Woonhuis/winkel | circa 1900                  |                                                             | Hoogstraat 90-92                                      | 51° 25' 58" NB, 5° 28' 14" OL | 0772/WN101  | Woonhuis/winkel |
| Villa/kantoorpand met Classicisme elementen | circa 1870                  |                                                             | Hoogstraat 122                                        | 51° 25' 53" NB, 5° 28' 8" OL  | 0772/WN102  | Villa/kantoorpand met Classicisme elementen |
| Woonhuizen met Neorenaissance elementen | circa 1905                  |                                                             | Hoogstraat 126-134                                    | 51° 25' 52" NB, 5° 28' 7" OL  | 0772/WN103  | Meer afbeeldingen |
| Woonhuis/atelier met Neorenaissance elementen | circa 1895                  |                                                             | Hoogstraat 137                                        | 51° 25' 53" NB, 5° 28' 10" OL | 0772/WN104  | Woonhuis/atelier met Neorenaissance elementen |
| Woonhuis met Classicisme elementen | circa 1880                  |                                                             | Hoogstraat 165                                        | 51° 25' 50" NB, 5° 28' 6" OL  | 0772/WN105  | Woonhuis met Classicisme elementen |
| Voormalig spoorwegwachtershuis | XIXB                        |                                                             | Hoogstraat 172                                        | 51° 25' 48" NB, 5° 28' 2" OL  | 0772/WN106  | Meer afbeeldingen |
| Woonhuizen | circa 1870                  |                                                             | Hoogstraat 277-281                                    | 51° 25' 34" NB, 5° 27' 48" OL | 0772/WN107  | Meer afbeeldingen |
| Woonhuizen | circa 1900                  |                                                             | Hoogstraat 286-288                                    | 51° 25' 34" NB, 5° 27' 47" OL | 0772/WN108  | Woonhuizen |
| Patronaatsgebouw, nu bedrijfspand St. Lambertushuis | 1925                        | Cornelissen, Th.                                            | Hoogstraat 297                                        | 51° 25' 32" NB, 5° 27' 47" OL | 0772/WN109  | Meer afbeeldingen |
| Woonhuizen met Neorenaissance elementen | circa 1900                  |                                                             | Hoogstraat 298-300                                    | 51° 25' 32" NB, 5° 27' 46" OL | 0772/WN110  | Woonhuizen met Neorenaissance elementen |
| Woonhuizen | circa 1905                  |                                                             | Hoogstraat 302-304                                    | 51° 25' 31" NB, 5° 27' 46" OL | 0772/WN317  | Woonhuizen |
| Klooster | 1883;1892                   |                                                             | Hoogstraat 301a-301c                                  | 51° 25' 30" NB, 5° 27' 48" OL | 0772/WN111  | Klooster |
| Woonhuis | XIXB/circa 1880             |                                                             | Hoogstraat 308                                        | 51° 25' 30" NB, 5° 27' 45" OL | 0772/WN112  | Woonhuis |
| Voormalige burgemeesterswoning in Classicistisch stijl | XIX d/circa 1880            |                                                             | Hoogstraat 316                                        | 51° 25' 28" NB, 5° 27' 42" OL | 0772/WN113  | Voormalige burgemeesterswoning in Classicistisch stijl |
| Villa in Eclectische stijl | circa 1880                  |                                                             | Hoogstraat 333                                        | 51° 25' 24" NB, 5° 27' 38" OL | 0772/WN114  | Villa in Eclectische stijl |
| Woonhuis | XIX                         |                                                             | Hoogstraat 351                                        | 51° 25' 22" NB, 5° 27' 34" OL | 0772/WN115  | Woonhuis |
| Woonhuizen in Elementen en classicisme stijl | circa 1895                  |                                                             | Hoogstraat 357-359                                    | 51° 25' 22" NB, 5° 27' 33" OL | 0772/WN116  | Woonhuizen in Elementen en classicisme stijl |
| Woonhuizen | XIX d                       |                                                             | Houtstraat 2-10                                       | 51° 26' 45" NB, 5° 28' 29" OL | 0772/WN117  | Woonhuizen |
| Philipsdorp | 1910-1916                   | Kooken, L.J.P. en Smit, C.                                  | Hubertastraat 1-23                                    | 51° 26' 25" NB, 5° 27' 49" OL | 0772/WN118  | Philipsdorp |
| Schrijversbuurt | 1928-1930                   | Hanrath, J.W.                                               | Hugo Verrieststraat 15                                | 51° 25' 55" NB, 5° 28' 30" OL | 0772/WN119  | Schrijversbuurt |
| Philipsdorp in Traditionalisme stijl | 19010-1916                  | Kooken, L.J.P. en Smit, C.                                  | Hulstlaan 1-57                                        | 51° 26' 28" NB, 5° 27' 56" OL | 0772/WN120  | Philipsdorp in Traditionalisme stijl |
| Philipsdorp in Traditionalisme stijl | circa 1920                  | Smit, C.                                                    | Hulstlaan 2-56                                        | 51° 26' 29" NB, 5° 27' 55" OL | 0772/WN121  | Philipsdorp in Traditionalisme stijl |
| Woonhuis/Atelier: Ton Smitshuis | 1956                        | Vermeulen, A.                                               | Jacob Reviuslaan 25                                   | 51° 25' 21" NB, 5° 28' 55" OL | 0772/GM0383 | Woonhuis/Atelier: Ton Smitshuis |
| Schrijversbuurt | 1923                        | Van den Elshout, G.                                         | Jan Luikenstraat 1-17                                 | 51° 25' 48" NB, 5° 28' 27" OL | 0772/WN123  | Schrijversbuurt |
| Schrijversbuurt | 1923                        | Van den Elshout, G.                                         | Jan Luikenstraat 2-32                                 | 51° 25' 49" NB, 5° 28' 26" OL | 0772/WN124  | Schrijversbuurt |
| Bar, voormalig armenhuisje |                             |                                                             | Jan van Lieshoutstraat 26                             | 51° 26' 17" NB, 5° 28' 47" OL | 0772/WN125  | Bar, voormalig armenhuisje |
| Winkels met bovenwoningen | 1953                        | Gemeentewerken                                              | Jan van Riebeecklaan 70-78                            | 51° 26' 22" NB, 5° 30' 51" OL | 0772/GM0378 | Winkels met bovenwoningen |
| Boerderijencomplex | circa 1920                  | Maurits, A.                                                 | Jeroen Boschlaan 1                                    | 51° 26' 25" NB, 5° 30' 17" OL | 0772/WN126  | Boerderijencomplex |
| Philipsdorp | 1910-1916                   | Kooken, L.J.P. en Smit, C.                                  | Johannastraat 1-35                                    | 51° 26' 26" NB, 5° 27' 59" OL | 0772/WN129  | Philipsdorp |
| Philipsdorp | 1910-1916                   | Kooken, L.J.P. en Smit, C.                                  | Johannastraat 2-36                                    | 51° 26' 27" NB, 5° 27' 59" OL | 0772/WN130  | Philipsdorp |
| Woohuis en vm. brouwerij |                             |                                                             | Kanaaldijk-Zuid 7g en 9                               | 51° 26' 14" NB, 5° 29' 12" OL | 0772/WN131  | Woohuis en vm. brouwerij |
| Vm. Philips Bedrijfsschool | 1928/1948                   | Roosenburg, D.                                              | Kastanjelaan 1                                        | 51° 26' 37" NB, 5° 27' 34" OL | 0772/WN132  | Vm. Philips Bedrijfsschool |
| Delen van Philips Natlab, SMM, SAQ | 1923, 1929, 1953            | Roosenburg, D.                                              | Kastanjelaan 500                                      | 51° 26' 45" NB, 5° 27' 16" OL | 0772/WN023  | Delen van Philips Natlab, SMM, SAQ |
| Philipsdorp | 1910-16                     | Kooken, L.J.P. en Smit, C.                                  | Keerweerstraat 2-26                                   | 51° 26' 33" NB, 5° 27' 44" OL | 0772/WN133  | Philipsdorp |
| Horecapand, voormalig politiebureau | 1933                        | Bever, C.H. de                                              | Keizersgracht 2-2a-2b / Kleine Berg 1                 | 51° 26' 17" NB, 5° 28' 33" OL | 0772/WN134  | Horecapand, voormalig politiebureau |
| Koetshuis | 1894                        |                                                             | Keizersgracht 6                                       | 51° 26' 14" NB, 5° 28' 34" OL | 0772/WN135  | Meer afbeeldingen |
| Kantoorpand in Eclectische stijl | circa 1890                  |                                                             | Keizersgracht 8                                       | 51° 26' 14" NB, 5° 28' 37" OL | 0772/WN136  | Kantoorpand in Eclectische stijl |
| Kantoorpanden | circa 1900                  | Cuijpers, J.H.P.                                            | Keizersgracht 15-17                                   | 51° 26' 14" NB, 5° 28' 39" OL | 0772/WN137  | Kantoorpanden |
| Winkelpanden | 1930                        |                                                             | Keizersgracht 20-26                                   | 51° 26' 12" NB, 5° 28' 39" OL | 0772/WN138  | Winkelpanden |
| Winkel/Woonhuis | 1884                        |                                                             | Kleine Berg 11                                        | 51° 26' 16" NB, 5° 28' 32" OL | 0772/WN139  | Winkel/Woonhuis |
| Herenhuis | 1878                        |                                                             | Kleine Berg 26                                        | 51° 26' 14" NB, 5° 28' 31" OL | 0772/WN140  | Herenhuis |
| Herenhuis | 1882                        |                                                             | Kleine Berg 28-28c                                    | 51° 26' 13" NB, 5° 28' 31" OL | 0772/WN326  | Herenhuis |
| Herenhuis | 1900, 1926                  |                                                             | Kleine Berg 52-54                                     | 51° 26' 10" NB, 5° 28' 27" OL | 0772/GM0150 | Herenhuis |
| Woningen | 1877                        |                                                             | Kleine Berg 56                                        | 51° 26' 10" NB, 5° 28' 27" OL | 0772/GM0151 | Woningen |
| Woningen | 1867                        |                                                             | Kleine Berg 58                                        | 51° 26' 10" NB, 5° 28' 26" OL | 0772/GM0152 | Woningen |
| Apotheek in Eclectische stijl | circa 1890                  |                                                             | Kloosterdreef 92                                      | 51° 27' 11" NB, 5° 28' 15" OL | 0772/WN142  | Apotheek in Eclectische stijl |
| Villa Rietvink met Chaletstijl elementen | circa 1915                  |                                                             | Korte Havenstraat 12-26                               | 51° 26' 10" NB, 5° 29' 20" OL | 0772/WN143  | Villa Rietvink met Chaletstijl elementen |
| Café | circa 1910                  |                                                             | Kruisstraat 89                                        | 51° 26' 54" NB, 5° 28' 30" OL | 0772/WN144  | Café |
| Woningen | circa 1910                  |                                                             | Lakerstraat 14-16                                     | 51° 26' 23" NB, 5° 29' 24" OL | 0772/WN145  | Woningen |
| Woningen | circa 1910                  |                                                             | Lakerstraat 18-22                                     | 51° 26' 23" NB, 5° 29' 24" OL | 0772/WN318  | Woningen |
| Woningen | circa 1910                  |                                                             | Lakerstraat 24-26                                     | 51° 26' 23" NB, 5° 29' 25" OL | 0772/WN319  | Woningen |
| Woningen | circa 1910                  |                                                             | Lakerstraat 28-30                                     | 51° 26' 23" NB, 5° 29' 25" OL | 0772/WN320  | Woningen |
| Woningen |                             |                                                             | Lakerstraat 59-61                                     | 51° 26' 18" NB, 5° 29' 33" OL | 0772/WN146  | Woningen |
| Woning | circa 1910                  |                                                             | Langdonkenstraat 11                                   | 51° 26' 23" NB, 5° 27' 50" OL | 0772/WN147  | Woning |
| Fontein Panta Rhei | 1951                        | Hubert van Lith                                             | Lijsterbesstraat                                      | 51° 26' 35" NB, 5° 27' 39" OL | 0772/WN149  | Meer afbeeldingen |
| Villapark | 1929                        | Hanrath, J.W.                                               | Lijsterlaan 3-17                                      | 51° 26' 36" NB, 5° 29' 48" OL | 0772/WN150  | Villapark |
| Villapark | 1929                        | Hanrath, J.W. en Briët, P.H.N.                              | Lijsterlaan 14-18                                     | 51° 26' 36" NB, 5° 29' 46" OL | 0772/WN151  | Villapark |
| Langgevelboerderij | 1918                        |                                                             | Loostraat 1                                           | 51° 27' 3" NB, 5° 31' 29" OL  | 0772/WN152  | Langgevelboerderij |
| Langgevelboerderij | XXa                         |                                                             | Loostraat 11                                          | 51° 26' 60" NB, 5° 31' 50" OL | 0772/WN153  | Langgevelboerderij |
| Boerderij |                             |                                                             | Loostraat 20                                          | 51° 26' 59" NB, 5° 31' 48" OL | 0772/WN154  | Boerderij |
| Mariakapel | 1954                        |                                                             | Loostraat                                             | 51° 26' 59" NB, 5° 31' 51" OL | 0772/WN155  | Mariakapel |
| Kerk: De Bazuin (Baptistenkerk) | 1956                        | Bergh, H. van den                                           | Marconilaan 70                                        | 51° 27' 3" NB, 5° 27' 33" OL  | 0772/GM0384 | Kerk: De Bazuin (Baptistenkerk) |
| Horeca | 1872/1873                   | Kooken, L.J.P. (verbouwing 1913)                            | Markt 8                                               | 51° 26' 23" NB, 5° 28' 43" OL | 0772/WN156  | Horeca |
| Horeca | 1914/1915                   | Kooken, L.J.P.                                              | Markt 9-10                                            | 51° 26' 21" NB, 5° 28' 44" OL | 0772/WN321  | Horeca |
| Horeca |                             | 1890                                                        | Markt 11                                              | 51° 26' 21" NB, 5° 28' 44" OL | 0772/WN322  | Horeca |
| Winkelpanden | 1926                        | Kooken, L.J.P.                                              | Markt 21                                              | 51° 26' 21" NB, 5° 28' 42" OL | 0772/WN157  | Winkelpanden |
| Winkelpanden | 1959                        | Vlijmincx, M.W.L.H.                                         | Markt 22                                              | 51° 26' 21" NB, 5° 28' 42" OL | 0772/WN323  | Winkelpanden |
| Winkelpand | 1907                        |                                                             | Markt 23                                              | 51° 26' 23" NB, 5° 28' 41" OL | 0772/WN158  | Winkelpand |
| Bankgebouw, thans horeca met Classicisme elementen | 1911                        | Stuijt, J.                                                  | Marktstraat 1 / Markt 23b                             | 51° 26' 22" NB, 5° 28' 41" OL | 0772/WN159  | Bankgebouw, thans horeca met Classicisme elementen |
| De Gruyterwinkel met Art Nouveau elementen | 1903, 1909                  |                                                             | Marktstraat 3                                         | 51° 26' 22" NB, 5° 28' 40" OL | 0772/WN160  | De Gruyterwinkel met Art Nouveau elementen |
| Ventosecomplex in Nieuwe Bouwen stijl | 1929                        | Gulden, Z, Geldmaker, M. en Mey, J.M. van der               | Mathildelaan 3-75 / Gagelstraat 2a-6 / Ventoselaan    | 51° 26' 28" NB, 5° 28' 17" OL | 0772/WN161  | Ventosecomplex in Nieuwe Bouwen stijl |
| Kerk van de H.H. Harten | 1963                        | Geenen, C.G. en Oskam, L.                                   | Mendelsohnlaan 190                                    | 51° 25' 27" NB, 5° 27' 1" OL  | 0772/GM0385 | Kerk van de H.H. Harten |
| R.K. Don Boscokerk | 1955-1960                   | Bever, C.H. de                                              | Mimosaplein 2                                         | 51° 25' 18" NB, 5° 29' 51" OL | 0772/WN162  | R.K. Don Boscokerk |
| NRE-terrein |                             |                                                             | Nachtegaallaan 13A-13J                                | 51° 26' 21" NB, 5° 29' 16" OL | 0772/GM0394 | NRE-terrein |
| Woonhuis | circa 1915                  |                                                             | Nachtegaallaan 16                                     | 51° 26' 20" NB, 5° 29' 14" OL | 0772/WN164  | Woonhuis |
| Schrijversbuurt | 1923                        | Van den Elshout, G.                                         | Nicolaas Beetsstraat 1-31                             | 51° 25' 50" NB, 5° 28' 24" OL | 0772/WN165  | Schrijversbuurt |
| Koetshuis in Rustieke stijl, bij kasteel Eckart | 1905/1906                   | Eduard Cuypers                                              | Nuenenseweg 1a                                        | 51° 27' 53" NB, 5° 30' 19" OL | 0772/WN167  | Koetshuis in Rustieke stijl, bij kasteel Eckart |
| Chauffeurswoning in Rustieke stijl, bij kasteel Eckart | 1904-1905                   | Eduard Cuypers                                              | Nuenenseweg 2                                         | 51° 28' 1" NB, 5° 30' 15" OL  | 0772/WN166  | Chauffeurswoning in Rustieke stijl, bij kasteel Eckart |
| Villa Het Withuis |                             |                                                             | Oirschotsedijk 1                                      | 51° 28' 1" NB, 5° 24' 29" OL  | 0772/WN168  | Upload foto |
| Boerderij en objecten bij nr. 5 Withuis | 1939                        |                                                             | Oirschotsedijk 5, 5a, 5b                              | 51° 27' 31" NB, 5° 25' 54" OL | 0772/WN169  | Boerderij en objecten bij nr. 5 Withuis |
| Bakhuis en waterput | 1774                        |                                                             | Oirschotsedijk tegenover nr. 9                        | 51° 28' 2" NB, 5° 24' 25" OL  | 0772/WN170  | Bakhuis en waterput |
| Langgevelboerderij |                             |                                                             | Oude Doornakkersweg 1                                 | 51° 26' 25" NB, 5° 31' 41" OL | 0772/WN171  | Meer afbeeldingen |
| Scoutingboerderij |                             |                                                             | Oude Muschbergweg 1c                                  | 51° 27' 18" NB, 5° 31' 10" OL | 0772/WN172  | Scoutingboerderij |
| Looiershuis | XVI                         |                                                             | Oude Urkhovenseweg 2                                  | 51° 26' 51" NB, 5° 31' 12" OL | 0772/WN173  | Meer afbeeldingen |
| Langgevelboerderij en schuur Merckthoeve | XVIII                       |                                                             | Oude Urkhovenseweg 4                                  | 51° 26' 50" NB, 5° 31' 11" OL | 0772/WN174  | Meer afbeeldingen |
| Bijgebouwen marechausseekazerne in Eclectische stijl | circa 1870                  |                                                             | Paradijslaan 2, 4a, 6a                                | 51° 26' 9" NB, 5° 28' 38" OL  | 0772/WN176  | Bijgebouwen marechausseekazerne in Eclectische stijl |
| Vm. sigarenfabriek | 1872-1898                   |                                                             | Paradijslaan 14-16a                                   | 51° 26' 8" NB, 5° 28' 41" OL  | 0772/WN177  | Vm. sigarenfabriek |
| Woonhuis | 1919                        | Kooken, L.J.P.                                              | Paradijslaan 74-74a                                   | 51° 26' 1" NB, 5° 28' 44" OL  | 0772/WN178  | Woonhuis |
| Villa in Villapark | 1929                        | Hanrath, J.W. en Briët, P.H.N.                              | Parklaan 26-28                                        | 51° 26' 33" NB, 5° 29' 51" OL | 0772/WN180  | Villa in Villapark |
| Villa in Villapark |                             | Rebel, J.                                                   | Parklaan 32                                           | 51° 26' 31" NB, 5° 29' 48" OL | 0772/WN181  | Villa in Villapark |
| Villa in Villapark | 1919                        | Bazel, K.P.C. de                                            | Parklaan 34                                           | 51° 26' 31" NB, 5° 29' 42" OL | 0772/WN182  | Villa in Villapark |
| Villa met Villapark in Chaletstijl elementen | circa 1910                  |                                                             | Parklaan 44-46                                        | 51° 26' 31" NB, 5° 29' 31" OL | 0772/WN183  | Villa met Villapark in Chaletstijl elementen |
| Villapark met Classicisme elementen | 1920                        | Verschuijl, E.                                              | Parklaan 52                                           | 51° 26' 32" NB, 5° 29' 23" OL | 0772/WN184  | Villapark met Classicisme elementen |
| Villapark De Wigge | 1934                        | Verschuijl, E.                                              | Parklaan 56a                                          | 51° 26' 32" NB, 5° 29' 13" OL | 0772/WN185  | Villapark De Wigge |
| Villapark | 1911                        | Verschuijl, E.                                              | Parklaan 58-60                                        | 51° 26' 31" NB, 5° 29' 12" OL | 0772/WN328  | Villapark |
| Villapark | 1907                        |                                                             | Parklaan 62                                           | 51° 26' 31" NB, 5° 29' 9" OL  | 0772/WN329  | Villapark |
| Villapark | 1919                        | Bazel, K.P.C. de                                            | Parklaan 73-79                                        | 51° 26' 30" NB, 5° 29' 43" OL | 0772/WN186  | Villapark |
| Villapark | 1925                        | Hanrath, J.W.                                               | Parklaan 87                                           | 51° 26' 29" NB, 5° 29' 30" OL | 0772/WN187  | Villapark |
| Nummer 89: De Lijsterberg | 1925                        | Hanrath, J.W.                                               | Parklaan 89-91                                        | 51° 26' 29" NB, 5° 29' 28" OL | 0772/WN188  | Nummer 89: De Lijsterberg |
| Woonhuizen en garages | 1930                        | Bredero, A.H.                                               | Pastoor van Arsplein 1-36                             | 51° 27' 31" NB, 5° 27' 37" OL | 0772/WN189  | Woonhuizen en garages |
| Philipswoningen in Rustieke stijl | 1929                        | Smit, C. wsl.                                               | Philipswijk 1-4, 19-32                                | 51° 29' 5" NB, 5° 28' 34" OL  | 0772/WN190  | Philipswoningen in Rustieke stijl |
| Bijenkorf | 1965-'70                    | Gio Ponti                                                   | Piazza 1                                              | 51° 26' 31" NB, 5° 28' 38" OL | 0772/WN191  | Bijenkorf |
| School | 1954                        | Geenen, C.G. en Oskam. L.                                   | Piuslaan 93                                           | 51° 25' 43" NB, 5° 30' 8" OL  | 0772/GM0379 | School |
| Schoolgebouw | 1938                        | Briët, P.H.N.                                               | Pieter Poststraat 13a                                 | 51° 27' 48" NB, 5° 27' 21" OL | 0772/WN192  | Schoolgebouw |
| Villapark | 1929                        | Hanrath, J.W.                                               | Pluvierlaan 1-9                                       | 51° 26' 35" NB, 5° 29' 48" OL | 0772/WN193  | Villapark |
| Villapark | 1929                        | Hanrath, J.W.                                               | Pluvierlaan 2-10                                      | 51° 26' 34" NB, 5° 29' 47" OL | 0772/WN194  | Villapark |
| Schrijversbuurt | 1923                        | Van den Elshout, G.                                         | Potgieterstraat 3-11                                  | 51° 25' 50" NB, 5° 28' 31" OL | 0772/WN195  | Schrijversbuurt |
| Herenhuizen |                             |                                                             | Raiffeisenstraat 5-11, Vestdijk 23                    | 51° 26' 24" NB, 5° 28' 54" OL | 0772/GM0204 | Meer afbeeldingen |
| Winkel/woonhuis | 17e eeuw, 1891              |                                                             | Rechtestraat 12                                       | 51° 26' 18" NB, 5° 28' 35" OL | 0772/GM0205 | Winkel/woonhuis |
| Winkels/woonhuizen | 17e eeuw, 1891              |                                                             | Rechtestraat 12a-14                                   | 51° 26' 18" NB, 5° 28' 35" OL | 0772/GM0206 | Winkels/woonhuizen |
| Winkel/woonhuis | 1900/1924                   | F. Wolters                                                  | Rechtestraat 16                                       | 51° 26' 18" NB, 5° 28' 35" OL | 0772/WN199  | Winkel/woonhuis |
| Winkels/woonhuizen | 1898                        |                                                             | Rechtestraat 27                                       | 51° 26' 19" NB, 5° 28' 42" OL | 0772/WN200  | Winkels/woonhuizen |
| Winkels/woonhuizen | 1938                        |                                                             | Rechtestraat 33-33a                                   | 51° 26' 18" NB, 5° 28' 43" OL | 0772/WN201  | Winkels/woonhuizen |
| Winkels/woonhuizen | 1930                        | Geenen, G. en Leeuw, O.                                     | Rechtestraat 34-36a                                   | 51° 26' 20" NB, 5° 28' 48" OL | 0772/GM0365 | Winkels/woonhuizen |
| Winkels/woonhuizen | circa 1860                  |                                                             | Rechtestraat 35                                       | 51° 26' 17" NB, 5° 28' 44" OL | 0772/WN203  | Winkels/woonhuizen |
| Winkels/woonhuizen | 1938                        | Geenen, C.G. en G.                                          | Rechtestraat 38-40a / Hooghuisstraat 1-3a             | 51° 26' 17" NB, 5° 28' 42" OL | 0772/WN205  | Winkels/woonhuizen |
| Winkel/woonhuis | circa 1880                  |                                                             | Rechtestraat 48                                       | 51° 26' 16" NB, 5° 28' 44" OL | 0772/WN206  | Winkel/woonhuis |
| Winkel/woonhuis | 16e eeuw                    |                                                             | Rechtestraat 49                                       | 51° 26' 16" NB, 5° 28' 45" OL | 0772/WN207  | Winkel/woonhuis |
| Winkel/woonhuis | circa 1890                  |                                                             | Rechtestraat 51                                       | 51° 26' 16" NB, 5° 28' 45" OL | 0772/WN208  | Winkel/woonhuis |
| Winkel/woonhuis | 1786-'91                    |                                                             | Rechtestraat 53                                       | 51° 26' 16" NB, 5° 28' 45" OL | 0772/WN209  | Winkel/woonhuis |
| Winkel/woonhuis | 1908                        |                                                             | Rechtestraat 69                                       | 51° 26' 15" NB, 5° 28' 47" OL | 0772/WN210  | Winkel/woonhuis |
| Schoolgebouw |                             |                                                             | Rector Baptistlaan 21                                 | 51° 25' 21" NB, 5° 30' 12" OL | 0772/WN211  | Schoolgebouw |
| Villapark |                             |                                                             | Reigerlaan 2-10                                       | 51° 26' 29" NB, 5° 29' 30" OL | 0772/WN212  | Villapark |
| Langgevelboerderij | XIXB                        |                                                             | Riel 8                                                | 51° 25' 14" NB, 5° 31' 25" OL | 0772/WN213  | Langgevelboerderij |
| Boerderij |                             |                                                             | Rijtackerweg 11                                       | 51° 27' 47" NB, 5° 24' 19" OL | 0772/WN215  | Boerderij |
| Woonhuis | circa 1915                  |                                                             | Runstraat 15                                          | 51° 27' 22" NB, 5° 28' 10" OL | 0772/WN216  | Woonhuis |
| Schootsekerk, kerk met art-deco-elementen | circa 1935                  | Franken, F.B.                                               | Schootsestraat 47                                     | 51° 26' 39" NB, 5° 27' 18" OL | 0772/WN217  | Schootsekerk, kerk met art-deco-elementen |
| Dubbelpand | 1907                        | Geenen, G.                                                  | St. Catharinastraat 9a-11                             | 51° 26' 13" NB, 5° 28' 17" OL | 0772/WN218  | Dubbelpand |
| R.K. Gerardus Majellakerk | 1925;1929                   | Kooken, L.J.P.;Wolters, F.J.                                | St. Gerardusplein 25                                  | 51° 25' 14" NB, 5° 29' 20" OL | 0772/WN219  | Meer afbeeldingen |
| Winkel/woonhuis |                             |                                                             | St. Lambertusstraat 13                                | 51° 26' 2" NB, 5° 28' 12" OL  | 0772/WN220  | Winkel/woonhuis |
| Woonhuizen |                             |                                                             | St. Lambertusstraat 17-25                             | 51° 26' 1" NB, 5° 28' 13" OL  | 0772/WN221  | Woonhuizen |
| Woonhuizen | circa 1905                  |                                                             | St. Martinusstraat 15-17                              | 51° 26' 3" NB, 5° 28' 13" OL  | 0772/WN222  | Woonhuizen |
| Woonhuizen | circa 1910                  |                                                             | St. Martinusstraat 20-26                              | 51° 26' 3" NB, 5° 28' 13" OL  | 0772/WN223  | Woonhuizen |
| Pastorie |                             |                                                             | St. Jorislaan 51                                      | 51° 25' 49" NB, 5° 29' 19" OL | 0772/WN224  | Pastorie |
| Blauwververij J.v. Bergeijk | 19e/20e eeuw                |                                                             | Jorislaan 72                                          | 51° 25' 52" NB, 5° 29' 21" OL | 0772/WN095  | Blauwververij J.v. Bergeijk |
| Woningen |                             |                                                             | St. Jorislaan 74-78                                   | 51° 25' 51" NB, 5° 29' 21" OL | 0772/WN225  | Meer afbeeldingen |
| Woningen, café |                             |                                                             | St. Jorislaan 80-84                                   | 51° 25' 51" NB, 5° 29' 21" OL | 0772/WN226  | Woningen, café |
| Annexatiemonument |                             |                                                             | St. Jorislaan                                         | 51° 25' 47" NB, 5° 29' 13" OL | 0772/WN227  | Annexatiemonument |
| Woningen | 1930                        | Bredero, A.H.                                               | St. Philomenastraat 2-16                              | 51° 27' 33" NB, 5° 27' 35" OL | 0772/WN228  | Woningen |
| Pastoor van Arskerk, pastorie | 1930                        | Bredero, A.H.                                               | St. Philomenastraat 11-13                             | 51° 27' 33" NB, 5° 27' 38" OL | 0772/WN229  | Pastoor van Arskerk, pastorie |
| Vleugel stadhuis, nu kantoorpand in Bossche school stijl | 1949                        | Laan, J. van der                                            | Stadhuisplein 4                                       | 51° 26' 9" NB, 5° 28' 52" OL  | 0772/WN230  | Meer afbeeldingen |
| Schrijversbuurt | 1923                        | Van den Elshout, G.                                         | Staringstraat 1-13                                    | 51° 25' 52" NB, 5° 28' 22" OL | 0772/WN231  | Schrijversbuurt |
| Schrijversbuurt | 1923                        | Van den Elshout, G.                                         | Staringstraat 4-10                                    | 51° 25' 52" NB, 5° 28' 23" OL | 0772/WN232  | Schrijversbuurt |
| Horeca De Ven | 1880                        |                                                             | Stationsplein 4                                       | 51° 26' 28" NB, 5° 28' 49" OL | 0772/WN233  | Horeca De Ven |
| Horeca | 1889                        |                                                             | Stationsplein 9                                       | 51° 26' 28" NB, 5° 28' 47" OL | 0772/WN330  | Horeca |
| Winkel/woonhuis in Eclectische stijl | circa 1860                  |                                                             | Stratumsedijk 6                                       | 51° 26' 4" NB, 5° 29' 1" OL   | 0772/WN234  | Winkel/woonhuis in Eclectische stijl |
| Villa met Art Nouveau elementen | 1898                        |                                                             | Stratumsedijk 17-17a                                  | 51° 26' 4" NB, 5° 29' 3" OL   | 0772/WN235  | Villa met Art Nouveau elementen |
| Dubbel herenhuis | circa 1870                  |                                                             | Stratumsedijk 27-29a                                  | 51° 26' 0" NB, 5° 29' 5" OL   | 0772/WN236  | Dubbel herenhuis |
| Bedrijfspand: voorheen Raad van Arbeid | 1940                        | Geenen, C.G.                                                | Stratumsedijk 28a                                     | 51° 25' 55" NB, 5° 29' 5" OL  | 0772/GM386  | Bedrijfspand: voorheen Raad van Arbeid |
| Woonhuizen | 1875                        |                                                             | Stratumsedijk 31                                      | 51° 25' 58" NB, 5° 29' 6" OL  | 0772/WN237  | Woonhuizen |
| Woonhuizen | 1835                        |                                                             | Stratumsedijk 51                                      | 51° 25' 54" NB, 5° 29' 8" OL  | 0772/WN238  | Woonhuizen |
| Woonhuizen | 1865                        |                                                             | Stratumsedijk 55                                      | 51° 25' 53" NB, 5° 29' 9" OL  | 0772/WN239  | Woonhuizen |
| Horeca | 16de- of 17de-eeuwse kern   |                                                             | Stratumseind 14                                       | 51° 26' 12" NB, 5° 28' 50" OL | 0772/WN240  | Horeca |
| Horeca | 1866                        |                                                             | Stratumseind 20                                       | 51° 26' 12" NB, 5° 28' 51" OL | 0772/WN241  | Horeca |
| Horeca | 1898                        |                                                             | Stratumseind 22-24                                    | 51° 26' 12" NB, 5° 28' 51" OL | 0772/WN242  | Horeca |
| voormalig muziek- en mannenkoorzaal in Eclectische stijl, thans horeca                                                                                          | 1876                        |                                                             | Stratumseind 23                                       | 51° 26' 13" NB, 5° 28' 50" OL | 0772/WN243  | voormalig muziek- en mannenkoorzaal in Eclectische stijl, thans horeca                                                                                          |
| Horeca in Neorenaissance stijl | circa 1890                  |                                                             | Stratumseind 26                                       | 51° 26' 12" NB, 5° 28' 52" OL | 0772/WN245  | Horeca in Neorenaissance stijl |
| Horeca Hoppenbrouwen in Historiserend stijl | circa 1930                  |                                                             | Stratumseind 28-30                                    | 51° 26' 11" NB, 5° 28' 52" OL | 0772/WN246  | Horeca Hoppenbrouwen in Historiserend stijl |
| Horeca in Eclectische stijl | circa 1870                  |                                                             | Stratumseind 31, Smalle Haven 14a                     | 51° 26' 13" NB, 5° 28' 51" OL | 0772/WN247  | Horeca in Eclectische stijl |
| Horeca | 1872                        |                                                             | Stratumseind 38                                       | 51° 26' 11" NB, 5° 28' 54" OL | 0772/WN248  | Horeca |
| Horeca |                             |                                                             | Stratumseind 42                                       | 51° 26' 11" NB, 5° 28' 55" OL | 0772/WN249  | Meer afbeeldingen |
| Horeca | circa 1890                  |                                                             | Stratumseind 43                                       | 51° 26' 12" NB, 5° 28' 52" OL | 0772/WN250  | Horeca |
| Horeca Phenix in Eclectische stijl | circa 1880                  |                                                             | Stratumseind 47                                       | 51° 26' 12" NB, 5° 28' 52" OL | 0772/WN258  | Horeca Phenix in Eclectische stijl |
| Horeca | 16e/17e eeuw, 1931          |                                                             | Stratumseind 49                                       | 51° 26' 12" NB, 5° 28' 53" OL | 0772/WN259  | Horeca |
| Horeca | 1880                        |                                                             | Stratumseind 51-53                                    | 51° 26' 12" NB, 5° 28' 53" OL | 0772/WN260  | Horeca |
| Horeca | 1872                        |                                                             | Stratumseind 58-60                                    | 51° 26' 8" NB, 5° 28' 59" OL  | 0772/WN251  | Horeca |
| Horeca, voormalig Hotel Oud Eindhoven in Eclectische stijl | 1885                        |                                                             | Stratumseind 63                                       | 51° 26' 11" NB, 5° 28' 55" OL | 0772/WN252  | Horeca, voormalig Hotel Oud Eindhoven in Eclectische stijl |
| Horeca, Café Altstadt | 16e, 17e eeuw               |                                                             | Stratumseind 71                                       | 51° 26' 11" NB, 5° 28' 56" OL | 0772/WN253  | Horeca, Café Altstadt |
| Horeca | 1894                        |                                                             | Stratumseind 77-79                                    | 51° 26' 10" NB, 5° 28' 57" OL | 0772/WN254  | Horeca |
| Horeca | 1839, 1909                  |                                                             | Stratumseind 81                                       | 51° 26' 10" NB, 5° 28' 58" OL | 0772/WN255  | Horeca |
| Horeca | XIXa                        |                                                             | Stratumseind 91-93                                    | 51° 26' 9" NB, 5° 28' 59" OL  | 0772/WN324  | Horeca |
| Horeca | 17e/18e eeuw, eind 19e eeuw |                                                             | Stratumseind 95, 107-109                              | 51° 26' 8" NB, 5° 28' 59" OL  | 0772/WN256  | Horeca |
| Horeca in Eclectische stijl | 1872                        |                                                             | Stratumseind 101-105, 123-137                         | 51° 26' 8" NB, 5° 28' 60" OL  | 0772/WN257  | Horeca in Eclectische stijl |
| Dubbele villa in Sober eclectische stijl | 1866                        |                                                             | Strijpsestraat 2-4                                    | 51° 26' 22" NB, 5° 27' 48" OL | 0772/WN262  | Dubbele villa in Sober eclectische stijl |
| Villa Beukenhof in Duitse stadsvilla stijl | 1926                        |                                                             | Strijpsestraat 51                                     | 51° 26' 19" NB, 5° 27' 33" OL | 0772/WN263  | Villa Beukenhof in Duitse stadsvilla stijl |
| Café/woonhuis | 1910                        |                                                             | Strijpsestraat 79                                     | 51° 26' 23" NB, 5° 27' 30" OL | 0772/WN264  | Café/woonhuis |
| Woonhuis/Sigarenfabriek Smulders &Co | 1904                        |                                                             | Strijpsestraat 116                                    | 51° 26' 24" NB, 5° 27' 30" OL | 0772/WN265  | Woonhuis/Sigarenfabriek Smulders &Co |
| Pastorie | 1890                        |                                                             | Strijpsestraat 127                                    | 51° 26' 28" NB, 5° 27' 17" OL | 0772/GM0288 | Pastorie |
| St.-Trudokerk, H. Hartbeeld in Traditionalisme stijl | circa 1890                  | C. van Dijk Uitbreidingen: Kooken, L.J.P. en Bever, C.H. de | Strijpsestraat 129                                    | 51° 26' 27" NB, 5° 27' 22" OL | 0772/GM0289 | St.-Trudokerk, H. Hartbeeld in Traditionalisme stijl |
| Pastorie | 1929                        | Beule, A. de en Hermsen, D.                                 | bij Strijpsestraat 129                                | 51° 26' 27" NB, 5° 27' 22" OL | 0772/GM0290 | Pastorie |
| Klooster | 1909                        | Kooken, L.J.P.                                              | Strijpsestraat 144                                    | 51° 26' 29" NB, 5° 27' 25" OL | 0772/WN267  | Klooster |
| Café/woonhuis | circa 1910                  |                                                             | Strijpsestraat 182                                    | 51° 26' 29" NB, 5° 27' 16" OL | 0772/WN268  | Café/woonhuis |
| Langgevelboerderij, nu restaurant |                             |                                                             | Sumatralaan 3                                         | 51° 27' 13" NB, 5° 29' 52" OL | 0772/WN269  | Langgevelboerderij, nu restaurant |
| Stadsschouwburg/Parktheater | 1961-64                     | Geenen, C.G. en Oskam, L.                                   | Theaterpad 1                                          | 51° 25' 43" NB, 5° 29' 7" OL  | 0772/GM0387 | Stadsschouwburg/Parktheater |
| Pastorie | 1917-1918                   | Kooken, L.J.P.                                              | 't Hofke 3                                            | 51° 26' 54" NB, 5° 31' 6" OL  | 0772/WN270  | Pastorie |
| Woonhuis, oude pastorie in Neoclassicisme stijl | XVIII                       |                                                             | 't Hofke 22                                           | 51° 26' 52" NB, 5° 31' 14" OL | 0772/WN271  | Meer afbeeldingen |
| Woonhuizen | 1921                        | Wiel, J.v.d.                                                | 't Hofke 36-38                                        | 51° 26' 56" NB, 5° 31' 16" OL | 0772/GM0331 | Woonhuizen |
| Woonhuis | 1910                        |                                                             | 't Hofke 40                                           | 51° 26' 56" NB, 5° 31' 16" OL | 0772/GM0332 | Woonhuis |
| Fundamenten Kasteel van Eindhoven | 1413-1420                   |                                                             | Ten Hagestraat                                        | 51° 26' 17" NB, 5° 28' 54" OL | 0772/WN273  | Upload foto |
| Langgevelboerderij | XIX                         |                                                             | Tongelreeppad 1                                       | 51° 25' 13" NB, 5° 28' 28" OL | 0772/WN274  | Langgevelboerderij |
| Villa | 1875                        |                                                             | Tongelresestraat 15                                   | 51° 26' 8" NB, 5° 29' 15" OL  | 0772/WN275  | Villa |
| Villa | 1890                        |                                                             | Tongelresestraat 18                                   | 51° 26' 6" NB, 5° 29' 16" OL  | 0772/WN276  | Villa |
| Woonhuizen met Neorenaissance elementen | circa 1905                  |                                                             | Tongelresestraat 20-24                                | 51° 26' 7" NB, 5° 29' 16" OL  | 0772/WN277  | Woonhuizen met Neorenaissance elementen |
| Kantoorvilla Picus met Classicisme elementen | 1912                        | Beltman, G.                                                 | Tongelresestraat 29                                   | 51° 26' 16" NB, 5° 29' 29" OL | 0772/WN278  | Kantoorvilla Picus met Classicisme elementen |
| Woonhuis, vroeger café | circa 1880                  |                                                             | Tongelresestraat 62-64                                | 51° 26' 13" NB, 5° 29' 27" OL | 0772/WN279  | Woonhuis, vroeger café |
| Sigarenfabriek Apollohuis | 1899                        | Jonkers, K.P.                                               | Tongelresestraat 81                                   | 51° 26' 23" NB, 5° 29' 42" OL | 0772/WN280  | Sigarenfabriek Apollohuis |
| Muur Karel I |                             |                                                             | Tongelresestraat bij 60                               | 51° 26' 11" NB, 5° 29' 23" OL | 0772/WN281  | Muur Karel I |
| Hoekpand | 1906                        |                                                             | Tramstraat 1-3 / Dommelstraat 3                       | 51° 26' 29" NB, 5° 29' 0" OL  | 0772/WN282  | Hoekpand |
| Woonhuizen met gevelstenen waarop hamer en nijptang, passer en winkelhaak staan afgebeeld                                                                       | 1905                        |                                                             | Tramstraat 15-17                                      | 51° 26' 25" NB, 5° 29' 1" OL  | 0772/WN283  | Meer afbeeldingen |
| Woonhuis met Chaletstijl elementen | 1901                        | Kooken, L.J.P.                                              | Tramstraat 27                                         | 51° 26' 22" NB, 5° 29' 1" OL  | 0772/WN284  | Woonhuis met Chaletstijl elementen |
| Kasteel- en kloosterterrein |                             |                                                             | Tramstraat / Augustijnendreef                         | 51° 26' 20" NB, 5° 29' 1" OL  | 0772/WN285  | Kasteel- en kloosterterrein |
| Villapark | circa 1920                  | Verschuijl, E.                                              | Uiverlaan 17-23                                       | 51° 26' 33" NB, 5° 29' 44" OL | 0772/WN286  | Villapark |
| Langevelboerderij | XIXB                        |                                                             | Urkhovenseweg 71                                      | 51° 26' 26" NB, 5° 31' 44" OL | 0772/WN287  | Meer afbeeldingen |
| Kortgevelboerderij | XIX d                       |                                                             | Urkhovenseweg 225                                     | 51° 26' 12" NB, 5° 32' 0" OL  | 0772/WN288  | Kortgevelboerderij |
| Langgevelboerderij | 1912                        |                                                             | Van Brakelstraat 9                                    | 51° 27' 7" NB, 5° 28' 13" OL  | 0772/WN289  | Langgevelboerderij |
| Woningen Lakerlopen | 1920                        | Kooken, L.J.P.                                              | Van Dijckstraat 1-13                                  | 51° 26' 26" NB, 5° 29' 57" OL | 0772/WN290  | Woningen Lakerlopen |
| Woningen Lakerlopen | 1920                        | Kooken, L.J.P.                                              | Van Dijckstraat 2-14                                  | 51° 26' 27" NB, 5° 30' 0" OL  | 0772/WN291  | Woningen Lakerlopen |
| Schrijversbuurt | 1923                        | Van den Elshout, G.                                         | Van Meursstraat 1-7                                   | 51° 25' 48" NB, 5° 28' 24" OL | 0772/WN292  | Schrijversbuurt |
| Maranathakerk | 1953                        | Nicolaï, A.                                                 | Venstraat 30                                          | 51° 26' 42" NB, 5° 26' 37" OL | 0772/GM0388 | Maranathakerk |
| Villa | 1959                        | Korteweg, F.                                                | Vesaliuslaan 13                                       | 51° 24' 45" NB, 5° 29' 15" OL | 0772/GM0380 | Villa |
| Herenhuizen in Eclectische stijl | circa 1870                  |                                                             | Vestdijk 22                                           | 51° 26' 23" NB, 5° 28' 51" OL | 0772/GM0262 | Herenhuizen in Eclectische stijl |
| Herenhuizen in Eclectische stijl | circa 1870                  |                                                             | Vestdijk 24-26                                        | 51° 26' 22" NB, 5° 28' 50" OL | 0772/GM0263 | Herenhuizen in Eclectische stijl |
| Winkelpanden, vm. garage |                             |                                                             | Vestdijk 145-149                                      | 51° 26' 8" NB, 5° 29' 10" OL  | 0772/WN295  | Winkelpanden, vm. garage |
| Oude fabrieksvleugel Schellens |                             |                                                             | Vestdijk 304-312, 320, 340-344, 350                   | 51° 26' 10" NB, 5° 29' 6" OL  | 0772/WN296  | Oude fabrieksvleugel Schellens |
| Noord- en zuidzijde Vestdijktunnel | 1953                        | Beelden: Joop Hekman                                        | Vestdijktunnel                                        | 51° 26' 33" NB, 5° 28' 39" OL | 0772/WN297  | Meer afbeeldingen |
| Sint-Vincentius a Paulokerk | 1964                        | Jong, J. de                                                 | Vitruviusweg 2                                        | 51° 28' 3" NB, 5° 27' 18" OL  | 0772/WN298  | Sint-Vincentius a Paulokerk |
| Onze-Lieve-Vrouw van Lourdeskerk en pastorie |                             |                                                             | Vlokhovenseweg 43-45a                                 | 51° 28' 19" NB, 5° 29' 1" OL  | 0772/WN299  | Meer afbeeldingen |
| Winkelpand |                             |                                                             | Vrijstraat 6                                          | 51° 26' 21" NB, 5° 28' 37" OL | 0772/WN300  | Winkelpand |
| Leegstaand, voorheen Bart Smit |                             |                                                             | Vrijstraat 28                                         | 51° 26' 19" NB, 5° 28' 35" OL | 0772/WN301  | Leegstaand, voorheen Bart Smit |
| Waaggebouw |                             |                                                             | Waagstraat 10                                         | 51° 26' 8" NB, 5° 28' 42" OL  | 0772/WN302  | Waaggebouw |
| Brug/sluis | 1928-1929                   | gemeentewerken Eindhoven                                    | Wal                                                   | 51° 26' 4" NB, 5° 28' 51" OL  | 0772/WN303  | Meer afbeeldingen |
| Horeca | circa 1880-1920             |                                                             | Wilhelminaplein 6-7                                   | 51° 26' 16" NB, 5° 28' 18" OL | 0772/WN304  | Horeca |
| Woonhuizen | circa 1935                  |                                                             | Wilhelminaplein 10-11                                 | 51° 26' 16" NB, 5° 28' 17" OL | 0772/WN305  | Woonhuizen |
| Woonhuis | circa 1905                  |                                                             | Wilhelminaplein 14-14a                                | 51° 26' 15" NB, 5° 28' 16" OL | 0772/WN306  | Woonhuis |
| Woonhuis | circa 1930                  | Geenen, G.                                                  | Wilhelminaplein 15 / St. Catharinastraat 1            | 51° 26' 15" NB, 5° 28' 15" OL | 0772/WN307  | Woonhuis |
| Woonhuis/kantoor | circa 1935                  |                                                             | Wilhelminaplein 17                                    | 51° 26' 15" NB, 5° 28' 13" OL | 0772/WN308  | Woonhuis/kantoor |
| Woonhuizen/kantoren | 1920-1921                   |                                                             | Wilhelminaplein 18-19                                 | 51° 26' 16" NB, 5° 28' 14" OL | 0772/WN309  | Woonhuizen/kantoren |
| Woonhuis | circa 1935                  |                                                             | Wilhelminaplein 25                                    | 51° 26' 18" NB, 5° 28' 17" OL | 0772/WN310  | Woonhuis |
| Emmaüskerk | 1962                        | Geenen, C.G. en Oskam, L.                                   | Jan van der Wegestraat 2                              | 51° 27' 44" NB, 5° 28' 4" OL  | 0772/GM0389 | Emmaüskerk |
| Woonhuizen | circa 1885                  |                                                             | Willemstraat 15-15a                                   | 51° 26' 17" NB, 5° 28' 26" OL | 0772/WN311  | Woonhuizen |
| Winkels/woonhuizen |                             |                                                             | Willemstraat 39-41b / Wilhelminaplein 1               | 51° 26' 18" NB, 5° 28' 21" OL | 0772/WN312  | Winkels/woonhuizen |
| Herenhuis in Neorenaissance stijl | circa 1900                  |                                                             | Willemstraat 65                                       | 51° 26' 18" NB, 5° 28' 12" OL | 0772/WN313  | Herenhuis in Neorenaissance stijl |
| Openbare lagere school, in 1926 omgevormd tot Katholieke jongensschool en kleuterschool. Vanaf 1970 vrije school                                                | 1914                        | Abraham Bogers                                              | Woenselsestraat 316                                   | 51° 27' 48" NB, 5° 28' 22" OL | 0772/WN314  | Openbare lagere school, in 1926 omgevormd tot Katholieke jongensschool en kleuterschool. Vanaf 1970 vrije school                                                |
| Langgevelboerderij |                             |                                                             | Zeggenweg 1                                           | 51° 26' 25" NB, 5° 31' 53" OL | 0772/WN315  | Langgevelboerderij |

's-Hertogenbosch ·
Alphen-Chaam ·
Altena ·
Asten ·
Baarle-Nassau ·
Bergeijk ·
Bergen op Zoom ·
Bernheze ·
Best ·
Bladel ·
Boekel ·
Boxtel ·
Cranendonck ·
Deurne ·
Dongen ·
Drimmelen ·
Eersel ·
Eindhoven ·
Etten-Leur ·
Lijst van gemeentelijke monumenten in Geertruidenberg ·
Geldrop-Mierlo ·
Gemert-Bakel ·
Gilze en Rijen ·
Goirle ·
Halderberge ·
Heeze-Leende ·
Helmond ·
Heusden ·
Hilvarenbeek ·
Laarbeek ·
Land van Cuijk ·
Maashorst ·
Meierijstad ·
Moerdijk ·
Nuenen, Gerwen en Nederwetten ·
Oirschot ·
Oisterwijk ·
Oosterhout ·
Oss ·
Reusel-De Mierden ·
Roosendaal ·
Someren ·
Son en Breugel ·
Lijst van gemeentelijke monumenten in Steenbergen ·
Tilburg ·
Valkenswaard ·
Vught ·
Waalre ·
Waalwijk ·
Woensdrecht ·
Zundert